# Datorspelsindustrins historia i Finland
Datorspelsindustrins historia i Finland började 1979 när Chesmac, ett schackspel för den finskproducerade datorn Telmac, släpptes kommersiellt. Sedan dess har flera finska datorspelsutvecklare nått internationell framgång, bland andra företagen Supercell, Rovio, Remedy Entertainment, Sulake och Housemarque med spel som Max Payne, Rally Trophy, Stardust och Angry Birds.

## 1979–1989: Amatörerna blev programmeringshjältar

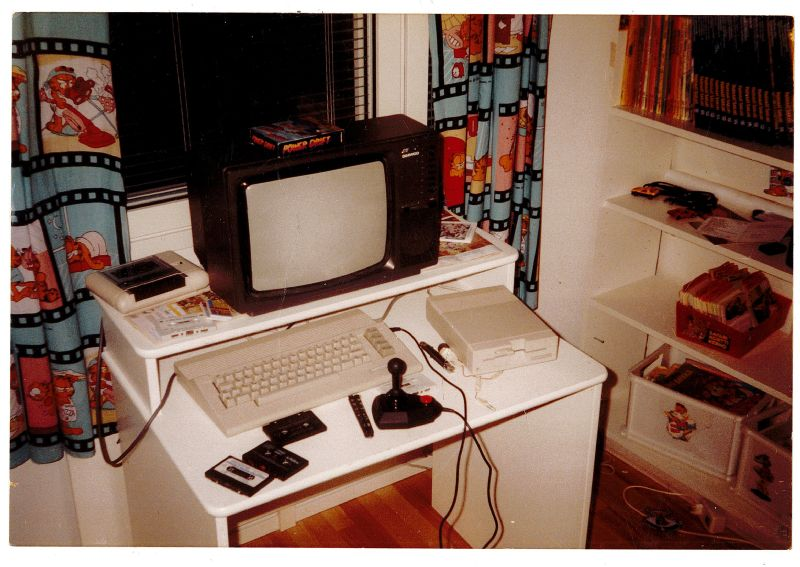
En Commodore 64 i ett pojkrum i Finland, sent 80- eller tidigt 90-tal. Commodore 64 var i början av 80-talet den mest populära hemdatorn i Finland.

Under det tidiga 1980-talet var datorspelsutveckling i Finland först och främst något man hade som hobby. Commodore var populär som hemdator och spel till den publicerades i tidningar som Mikrobitti.
Efter att det första kommersiella spelet Chesmac släppts 1979 av Raimo Suonio, dröjde det till 1984 innan spelutgivningen började i större skala. Då släppte AmerSoft de fyra spelen "Mehulinja", "Myyräjahti", "Herkkusuu" och "Raharuhtinas". Spelen var på finska och det fanns inga planer på att släppa de internationellt. AmerSoft släppte även "Uuno Turhapuro muuttaa maalle" 1986, ett spel som baserades på en film med samma namn.
Två finska utvecklare som utmärkte sig under denna tid var Stavros Fasoulas och Jukka Tapanimäki.

## 1990–1999: Demoscenen och de första spelstudiorna
Under 1990-talet blev både spelen och de nya plattformarna (t.ex. Amiga och PC) alltmer avancerade och spelutvecklingen krävde team snarare än ensamma utvecklare.
Utvecklarna fann ofta varandra via den framväxande demoscenen. Demoprogrammerarna var skickliga på grafik och animering, och skapandet av demon krävde ofta samarbete programmerare emellan. Samarbetena kring demon mynnade ibland ut i spelutveckling. De tidigaste finska spelstudiorna, Remedy Entertainment, Terramarque, Bloodhouse och Bugbear, grundades alla av personer som var aktiva inom demoscenen. En viktig återkommande händelse var Assembly, ett demoparty som ordnades första gången 1992 och som senare blivit ett av världens största.
1995 gick Terramarque och Bloodhouse ihop och bildade Housemarque. De hade båda tidigare riktat in sig på Amiga-spel, men då Amiga-marknaden var på nedgång och PC-marknaden på uppgång riktade det nya företaget istället in sig på PC-spel. Samma år startades Remedy Entertainment som året därpå nådde framgång med spelet Death Rally. 
Även de första mobilspelen kom under denna tid. När mobiltelefonen Nokia 6110 lanserades 1997 fanns spelet Snake inbyggt i telefonen.

## 2000–2004:Max Payneoch mobilspelstudiorna

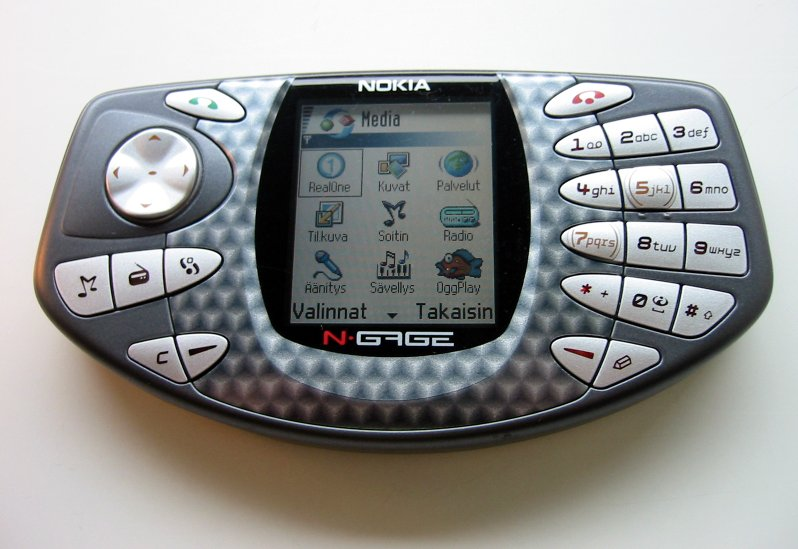
Nokia N-Gage

Under 2000-talets början hårdsatsade Nokia på WAP-teknologin, som skulle ta internet till mobiltelefonen. Flera spelstudios, bland andra Riot-E och Springtoys (en avknoppning från Housemarque) satsade stora pengar på att utveckla spel för plattformen. Teknologin tog dock aldrig fart eftersom den var både för primitiv och svår att använda. Utvecklingen för mobiltelefoner bland finska spelstudios tog egentligen fart först när telefonerna blev mer avancerade, med t.ex. färgdisplay och Java, som gav möjlighet att göra spel i 3D. Det var också i samband med detta som de finska spelstudiorna på allvar började synas internationellt.
I augusti 2000 öppnades Habbo, ett community och socialt nätverk för tonåringar. På tjänsten kan användarna skapa sin egen karaktär och designa egna rum, träffa nya människor och chatta med andra användare, sköta om virtuella husdjur, spela spel, mm.
2001 gav Remedy Entertainment ut sitt andra spel, Max Payne, som blev en stor internationell succé. Varumärket har uppskattats vara värt 500 miljoner euro och spelet är också det första finska som gjorts som Hollywood-film.
2003 lanserades den första finska spelkonsolen, Nokia N-Gage. Konsolen var på vissa sätt svår att använda och blev inte en lika stor succé som Nintendos konkurrent Game Boy Advance, men till konsolen skapades många spel av bland andra Bugbear, Housemarque och RedLynx (numera en del av Ubisoft) och den kan sägas ha drivit på den finska mobilspelsutvecklingen.

## 2005–2007: Internetdistribution
I takt med att internet växte började även speldistributionen ske över nätet. 2003 lanserade amerikanska spelbolaget Valve sin tjänst Steam och 2006 återfanns den första finska spelstudion, Frozenbyte, på tjänsten med spelet Shadowgrounds. Spelet nådde tack vare den digitala distributionen en stor publik.
Housemarque var den första finska spelstudion som distribuerade ett konsolspel över nätet. Spelet Super Stardust HD gjordes tillgängligt på Sonys tjänst Playstation Network 2007. Spelet mottogs med positiv kritik och blev ett av de populäraste på tjänsten.

## 2008–2011: Apple tar över,Angry Birdsblir en hit

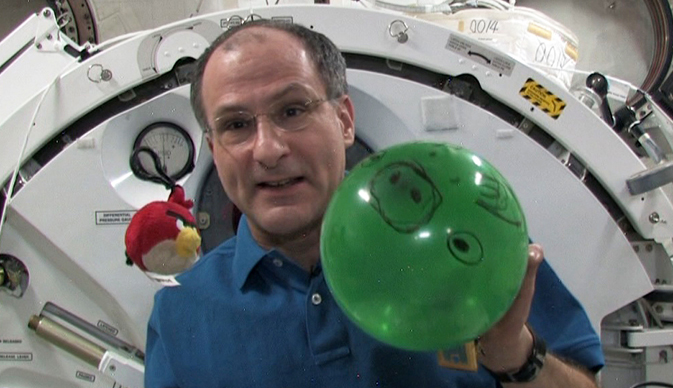
NASA-astronauten Donald Pettit demonstrerar mikrogravitation ombord den internationella rymdstationen med hjälp av karaktärer från Angry Birds.

2008 jobbade mer än 1000 personer inom spelindustrin i Finland, som omsatte 87 miljoner euro.
Apple lanserade distributionstjänsten AppStore till sin telefon iPhone 2008. Tjänsten gav spelstudiorna en distributionskanal till mobiltelefoner. Nokia lanserade en liknande tjänst för företagets telefoner, men den var inte lika framgångsrik. Spelen i AppStore var många, och kostade ofta mindre än en euro. De mobila operativsystemen iOS och Googles Android var enklare att utveckla för än de tidigare Java-baserade telefonerna, som kunde fungera väldigt olika från varandra. Enhetligheten och enkelheten med de nya operativsystemen drev på den mobila spelutvecklingen ytterligare.
2009 släppte spelstudion Rovio spelet Angry Birds, som har blivit ett av de största succéerna på AppStore. 2015 hade spelet laddats ner 3 miljarder gånger.

## 2012–: Free-to-play- och indiespelens tidsålder
Den enklare mobilutvecklingen och distributionen genom digitala distributionstjänster gjorde att det blev enklare för mindre spelutvecklare att komma in på marknaden. Mellan 2011 och 2014 grundades 179 spelstudios i Finland och 1,26 miljoner euro investerades i industrin. En ny modell för försäljning gjordes möjlig av distributionstjänsterna, Free-to-play, där själva spelet är gratis att ladda ner och spela, men vissa extrafunktioner kan låsas upp med mikrotransaktioner. Supercell släppte tre framgångsrika free-to-play-spel: Hay Day och Clash of Clans 2014, samt Boom Beach 2014.
Omsättningen i den finska spelindustrin år 2014 var 2,4 miljarder euro.